# Jacques Labre
Jacques Labre (* 6. November 1982 in Paris) ist ein französischer Dartspieler.

## Sportliche Laufbahn
Zum ersten Mal international in Erscheinung trat Labre bei den WDF French Open 2010. 2014 nahm er gemeinsam mit Lionel Maranhao beim PDC World Cup of Darts teil, sie unterlagen in Runde 1 dem walisischen Team mit 5:4. 2015 nahm er das erste Mal an den World Masters teil, er verlor seine erste Partie mit 3:0 gegen Ted Evetts aus England. Auch 2016, 2017, 2018 und 2019 nahm er an diesem Turnier teil, sein bis dahin bestes Ergebnis erzielte er 2017, als er sich bis in die Runde der letzten 48 spielte. Bei den WDF Europe Cups 2016 und 2018 war er jeweils Teil der französischen Nationalmannschaft, er schied in den Einzelbewerben jeweils in Runde 1 aus. Auch bei den WDF World Cups 2017 in Kōbe sowie 2019 in Cluj-Napoca war er Teil des Nationalteams seines Landes, er verlor im Herreneinzel jeweils sein erstes Spiel.
Labre gewann im September 2022 als Teil der französischen Nationalmannschaft den Einzelbewerb des WDF Europe Cup 2022 und kürte sich so zum Einzeleuropameister der WDF, im Finale bezwang er den Finnen Teemu Harju mit 7:2. Kurz darauf gelang ihm auch der Turniersieg bei den Spanish Open 2022, einem Turnier der Kategorie Silber der WDF. Im Finale schlug er Vítězslav Sedlák mit 6:5, im Halbfinale den Niederländer Wesley Plaisier mit 5:2. Beim Winmau World Masters 2022 gelang ihm der Einzug ins Achtelfinale, in welchem er gegen den späteren Finalisten Barry Copeland mit 5:1 ausschied.
Labre gewann Anfang 2023 als erster seines Landes eine Tour Card bei der PDC. Er nahm daraufhin erstmals in seiner Karriere an den UK Open teil. Er traf dabei in Runde eins auf den ebenfalls neuen Tour Card Holder Daniel Klose und verlor mit 3:6. Einen ersten Erfolg auf der PDC Pro Tour feierte Labre am 12. März  2023, als er beim Players Championship Nummer 6 das Achtelfinale erreichte. Daraufhin konnte er jedoch nur noch bei drei Turnieren der Pro Tour Siege erzielen. Zusammen mit Thibault Tricole durfte Labre jedoch Frankreich beim World Cup of Darts 2023 vertreten. Die beiden überstanden mit nur einem verlorenen Leg schadlos die Gruppenphase und zogen ins Achtelfinale ein. Dort gewannen sie mit 8:4 gegen Devon Petersen und Vernon Bouwers aus Südafrika. Erst im Viertelfinale unterlagen sie 0:8 Peter Wright und Gary Anderson aus Schottland.
Auf ein relativ erfolgloses erstes Jahr auf Tour folgte für Labre kein besseres Zweites. Bei den UK Open 2024 erzielte Labre zwar einen Sieg und stand dadurch nach einem Freilos in Runde eins sogar direkt in Runde drei, in dem er mit 2:6 gegen Danny Lauby verlor. Auch beim World Cup of Darts 2024 war Labre neben Thibault Tricole wieder vertreten. Erneut schafften sie dabei den Gruppensieg, wobei es im letzten Spiel gegen Benjamin Drue Reus  und Claus Bendix Nielsen aus Dänemark durchaus knapp wurde. Das Achtelfinale gegen Luke Humphries und Michael Smith aus England verloren sie dann jedoch klar mit 3:8. Bei den Players Championships 2024 ließ Labre im Verlauf des Jahres immer mehr Turniere aus. Nur bei den Turnieren 20 und 29 konnte er jeweils ein Spiel gewinnen. Nachdem Labre den Tour Card Holder Qualifier für die PDC-WM ausließ stand somit fest, dass er seine Tour Card nicht behalten wird.
Bei der Q-School 2025 durfte er daraufhin in der Final Stage starten, erspielte sich jedoch nur zwei Ranglistenpunkte und blieb somit ohne Tour Card.

## Titel

### PDC
- Secondary Tour Events
  - PDC Challenge Tour
    - PDC Challenge Tour 2022: 22

### WDF
- Silber-Turniere
  - Spanish Open: (1) 2022